# Casa al carrer de Sant Ferriol, 6 (Olot)
La Casa al carrer de Sant Ferriol, 6 és una obra d'Olot (Garrotxa) inclosa a l'Inventari del Patrimoni Arquitectònic de Catalunya.

## Descripció
És una casa entre mitgeres de planta rectangular i teulat a dues aigües. Disposa de baixos, avui molt modificats per ser ocupats per locals comercials i dos `pisos superiors. El primer té un ampli balcó, amb dues portes d'accés i una finestra al mig. Aquestes tres obertures estan emmarcades per uns entaulaments sostinguts per motllures ornades amb petits motius florals incerts dins un cercle. El pis superior disposa de dos balcons i finestra central. Aquestes tres obertures estan decorades per franges d'estuc imitant pilastres i capitells.

## Història
El barri de Sant Ferriol va començar com un barri extramurs. On avui hi ha botigues hi havia corts de porcs, xais i fins i tot cavalls i bous. Durant el segle xix es tira endavant el projecte d'urbanització de Plaça Clarà i del Firal o Passeig d'en Blay; les muralles varen ser aterrades i es començà a donar forma urbanística al carrer que fins aleshores havia estat extramurs. Es basteix la capella dedicada al Sant que es troba al final del carrer; molts casals seran bastits de nova planta i altres seran profundament renovats.